# 유다미
유다미(1990년 6월 7일 ~ )는 대한민국의 배우이다.

## 출연작

### 영화
- 《더 호텔》 (2022년) - 부매니저 역
- 《수상한 이웃》 (2019년) - 희정 역
- 《신 전래동화》 (2018년) - 심청 역
- 《까시》 (2016년) - 아가씨 역
- 《파더스》 (2014년) - 딸 다미 역

### 드라마
- 《이태원 클라쓰》 (JTBC, 2020년) - 김선애 역
- 《연애세포 시즌 1》 (웹드라마, 2014년)
- 《가족의 비밀》 (tvN, 2014년) - 차유리 역[3]
- 《KBS 드라마 스페셜 연작 시리즈 - 사춘기 메들리》 (KBS2, 2013년) - 성인 양아영 역

### 뮤지컬
- 《사랑향기》

### 연극
- 《유월의 달빛》

### 광고
- 가누다
- 롯데월드
- 갤럭시s
- 필립스면도기
- 팔도비락식혜 - 직장인 여자 역